# Limnophyes anderseni
Limnophyes anderseni är en tvåvingeart som beskrevs av Ole Anton Saether 1991. Limnophyes anderseni ingår i släktet Limnophyes och familjen fjädermyggor.
Artens utbredningsområde är Grönland. Inga underarter finns listade i Catalogue of Life.